# 이온 벨레스
이온 벨레스 마르티네스(스페인어: Ion Vélez Martínez, 1985년 2월 17일, 나바라 주 타파야 ~)는 스페인의 프로 축구 선수로, 현재 페냐 스포르트에서 공격수로 활약하고 있다.

## 클럽 경력
벨레스는 나바라 주 타파야 출신이다. 2003년, 하부 리그의 페냐 스포르트에서 아틀레틱 빌바오로 옮긴 그는 위성 구단과 2군을 거쳐 세군다 디비시온 B의 바라칼도로 임대되었다. 그는 2007년 8월 26일에 1군 신고식을 치렀는데, 소속 구단은 오사수나와의 라 리가 경기에서 득점 없이 비겼다.
2007-08 시즌 후반기에 세군다 디비시온의 에르쿨레스로 임대되었던 그는 더 많은 출전 기회를 잡았는데, - 알리칸테 연고 구단으로 첫 경기를 치른 그는 한 시즌에 스페인 축구 1부에서 3부 리그까지 출전하게 되었다. 벨레스는 2008-09 시즌에 정식으로 1군에 승격되었다. 그는 시즌 동안 자주 출전 기회를 잡았고(28경기 출전했으나 4경기만 90분을 소화했다) 2009년 5월 9일에 1-0으로 승리한 베티스와의 안방 경기에서 바스크 연고 구단의 결승골을 기록했다.
벨레스는 2010-11 시즌에 아틀레틱의 공식 경기에 단 5번 출전했는데, 모두 후반전 교체로 출전했다. 2011년 1월 19일, 그는 2부 리그의 누만시아로 임대되어 전 아틀레틱 동료이며 성씨가 같은 이니고 벨레스와 재회했다. 7월 말, 마르셀로 비엘사 신임 감독이 그를 전력 외로 판단하면서, 그의 산 마메스와의 계약을 끝났고, 같은 리그의 지로나로 이적했는데, 빌바오는 2011-12 시즌 후 재영입할 권한도 지니게 되었다.
2011년 10월 3일, 벨레스는 헤레스와의 원정 리그 경기에서 상대 골키퍼 토니 도블라스와 충돌하여 오른쪽 무릎 중상을 입고 시즌 남은 기간 동안 출전하지 못했다. 2013년 7월, 그는 2부 리그 승격 새내기 알라베스로 이적했다.
벨레스는 2015년 7월 13일에 같은 리그의 미란데스와 이적 합의를 보았다. 그는 2016-17 시즌을 앞두고 투델라노로 이적하며 3부 리그에 복귀했다.
2017년 11월, 그는 전 소속 구단 미란데스와의 경기에서 상대 선수를 걷어차 퇴장당했고, 4경기 출장 정지 징계를 받았다. 항소에 따라, 징계는 2경기로 완화되었다.
2019년 6월 24일, 34세의 벨레스는 페냐 스포르트에 복귀했다.